# Raphaël Reynaud
Raphaël Reynaud, né le 5 mai 1974 au Puy-en-Velay (Haute-Loire), est un entraîneur français de futsal. Il est sélectionneur de l'équipe de France A depuis 2021.

## Biographie

### Débuts
Jusqu’à ses 18 ans, Raphaël Reynaud combine les pratiques du basket-ball et du football quasiment chaque années. Il évolue aux postes de meneur (basket-ball) et milieu défensif (football). Il déclare : « Pour moi, le futsal, c’est du basket avec les pieds. (...) J’avais la même passion pour les deux sports ». En parallèle, à partir de quatorze ou quinze ans, il devient éducateur de basket.
Après avoir arrêté deux ou trois saisons, Reynaud reprend uniquement le football. Il joue au niveau régional au sein de l’US Blavozy, club d’une commune de 1 600 habitants. Il n’a que 22 ans lorsqu’il devient entraîneur de l'équipe et la fait monter au plus haut niveau régional.
Raphaël Reynaud entraîne ensuite l’Avenir Foot Lozère pendant trois saisons (2004-2007) en Division d'Honneur de la Lique du Languedoc-Roussillon.
Dès 2008, le technicien contribue au développement local du futsal avec la création du club de l’Amicale départementale des éducateurs, qu'il avait aussi crée auparavant.
Raphaël Reynaud devient par la suite conseiller technique départemental (CTD) du District de Haute-Loire de la Fédération française de football, et référent futsal pour la Ligue d’Auvergne.

### Équipes de France jeunes de futsal (2011-2021)
| Période   | Entraîneur / sélectionneur | Autre                    |
| --------- | -------------------------- | ------------------------ |
| 1996-?    | US Blavozy                 |                          |
| 2004-2007 | AF Lozère                  |                          |
| ?         |                            | CTD District Haute-Loire |
| 2011-2013 | France U21 futsal          | CTD District Haute-Loire |
| 2013-2016 | France U21 futsal          | DTR Ligue d’Auvergne     |
| 2016-2018 | France U19 et U21 futsal   |                          |
| 2018-2021 | France U19 futsal          | directeur Pôle France    |
| 2021-2023 | France A futsal            | directeur Pôle France    |
| 2023-     | France A futsal            | CTN futsal               |

Titulaire du DES ainsi que du certificat Futsal Performance et adjoint de Patrick Pion lors de la saison 2010-11, Raphaël Reynaud se voit confier le poste de sélectionneur de l'équipe de France de futsal U21 en 2011. En janvier 2013, Raphaël Reynaud est présenté comme CTD du Cantal et de la Haute-Loire, et responsable technique du futsal à la Ligue régionale. En octobre 2013, à 39 ans, il est nommé directeur technique régional (DTR) de la Ligue d’Auvergne tout en restant à la tête de la sélection U21 Futsal. 
À la suite de la fusion des ligues régionales en 2016, Reynaud travaille sur le projet de développement du futsal. L'équipe de France de futsal U19 est créée la même année et Raphaël Reynaud devient alors sélectionneur des équipes nationales futsal U21 et des U19. Tous les joueurs convoqués sont issus des détections menées dans les compétitions inter-ligues, aboutissement de la politique menée par la Direction technique nationale. 
En 2018, Raphaël Reynaud devient directeur du premier Pôle France de futsal, situé au lycée Saint-Louis - Saint-Bruno à Lyon, tout en restant sélectionneur national U19. Il laisse en revanche son poste auprès de l'équipe de France U21. En mars 2019, l'équipe de France échoue à se qualifier pour le premier Euro U19 se jouant en septembre de la même année, terminant deuxième de son groupe de qualification (en).

### Sélectionneur de l'équipe de France A (depuis 2021)
À l'été 2021, Pierre Jacky se retire de la tête de la sélection A et la Direction technique nationale le remplace par Raphaël Reynaud, ex-sélectionneur des U21 français et alors en poste sur les U19, ainsi que directeur du Pôle France depuis 2018. Il délaisse les sélections de jeunes, mais pas le Pôle France lyonnais. Autour de lui, le staff technique évolue avec la retraite des terrains de Djamel Haroun, qui devient sélectionneur adjoint, et l'arrivée d'un préparateur physique spécifique, Arnaud Gaillard.
Son premier groupe comprend sept joueurs sur seize qui ne comptent encore aucune sélection, des joueurs qui ont déjà évolué en sélections de jeunes comme Matthieu Faupin ou Amin Benslama, à 18 ans, premier joueur passé par le Pôle France. Les pivots plus expérimentés Arthur Tchaptchet et Nicolas Menendez découvrent le maillot bleu. Dès la première saison, les Bleus connaissent une victoire en Italie en novembre 2021, premier succès sur une nation du Top 10 mondial, puis deux tournois remportés aux Pays-Bas (Tournoi des 4 nations) en décembre et en Croatie (Umag Futsal Nations Cup) en janvier 2022. L'équipe enchaîne sept victoires consécutives avec un premier succès face à la Slovénie (en dix rencontres) lors d'un tournoi amical à Toulon, la meilleure série de son histoire. Grâce à cette victoire, l'équipe gagne deux places au classement mondial pour passer au 19e rang et intègre pour la deuxième fois le Top 20 mondial.
La saison 2022-2023 voit la tenue du tour principal des qualifications pour la Coupe du monde 2024 opposant la France (17e au classement mondial, meilleure performance de son histoire) à la Serbie et la Norvège. L’équipe de France de Futsal remporte son groupe et se qualifie pour le Tour Élite, en dominant pour la première fois de son histoire la Serbie (2-0),,.
A la fin de l'été 2023, Reynaud est nommé manager de l’ensemble des sélections françaises de futsal, aussi appelé Conseiller technique national chargé du futsal et laisse son poste de responsable du Pôle France à Benoît Subrin, sélectionneur des U21. Lors du second semestre 2023, les Bleus disputent le tour élite de qualification pour le Mondial 2024. Membre du chapeau 3, la France hérite de la Croatie qu'elle bat deux fois en cinq jours, avant les derniers matchs-retour contre la Slovaquie et en Allemagne. Pour sa trentième rencontre sur le banc des Bleus, le succès pour assurer la tête du groupe et la qualification est acquis face à la Slovaquie (7-1). Les Bleus disputent le premier Mondial de leur histoire, en Ouzbékistan du 14 septembre au 6 octobre 2024.

## Palmarès
Dès sa première saison à la tête de l'équipe de France A, Raphaël Reynaud remporte deux tournois amicaux: aux Pays-Bas, le Tournoi des 4 nations, en décembre 2021 et en Croatie, l'Umag Futsal Nations Cup, en janvier 2022.
Après avoir hissé l’équipe de France de futsal à son meilleur classement mondial, à sa plus longue série de victoires et aux premières victoires en tournois amicaux,, Reynaud est le premier sélectionneur à qualifier les Bleus pour la Coupe du monde.

## Statistiques
Après vingt matchs à la tête de l'équipe de France A, Reynaud compte dix-sept victoires, un nul et deux défaites. Pour sa trentième rencontre sur le banc de l’équipe de France de futsal, Raphaël Reynaud remporte son 22e succès, 7-1 contre la Slovaquie, ce qui envoie les Bleus au Mondial 2024. 